# Blepharita valida
Blepharita valida är en fjärilsart som beskrevs av Jacob Hübner 1827. Blepharita valida ingår i släktet Blepharita och familjen nattflyn. Inga underarter finns listade i Catalogue of Life.